# Salang Tungir
Salang Tungir is een bestuurslaag in het regentschap Deli Serdang van de provincie Noord-Sumatra, Indonesië. Salang Tungir telt 262 inwoners (volkstelling 2010).